# Enzo Cozzolino
Enzo Cozzolino, vollständiger Namen Vincenzo Cozzolino (* 28. Juni 1948 in Triest; † 18. Juni 1972 am Torre di Babele, südliche Civetta) war ein italienischer Alpinist und Kletterer. Er wird als einer der „Väter“ des modernen Freikletterns angesehen. Reinhold Messner nannte ihn den besten Kletterer, den er je gesehen hatte.

## Leben
Enzo Cozzolino stammte aus einer bürgerlichen Triester Familie. Im Alter von 17 Jahren begann er in dem etwa 20 km östlich von Triest liegenden Val Rosandra mit dem Klettern. Dort beging er viele der Routen alleine und ohne Sicherung (Free Solo). Dank seines Klettertalents und seiner sportlichen Einstellung entwickelte er sich rasch zum unumstrittenen Erneuerer der Triester Bergsportszene. So ließ er sich von Trainingsmethoden und Hilfsmitteln anderer Sportarten inspirieren. Beispielsweise verwendete er schon Magnesia und kletterte in Turnschuhen, während andere Kletterer noch schwere Bergstiefel trugen. Für gezieltes Krafttraining arbeitete er mit Gewichten und trainierte am Reck.
Cozzolino wurde jedoch erst in bester Preuss’scher Tradition durch den kompromisslosen Verzicht auf Haken als Fortbewegungsmittel zum Mitbegründer des modernen Freiklettergedankens. Wie später Heinz Mariacher, Reinhard Schiestl oder Darshano L. Rieser setzte er bei seinen Klettertouren auf Können, leichtes Gepäck und Schnelligkeit. Er war auch ein entschiedener Gegner des Bohrhakens. „Ich behaupte, dass der Bohrhaken die wesentliche Komponente des Bergsteigens eliminiert, nämlich das Unbekannte und das Risiko. Er war der Anfang vom Ende des Bergsteigens“, schreibt er. „Die anspruchsvollsten Routen sind heute diejenigen, bei denen die größte Schwierigkeit mit der kleinsten Anzahl von Sicherungshaken zu finden ist: nur in ihnen zeigen sich die Besten“. Reinhold Messner bezeichnete ihn als den besten Kletterer, den er je gesehen hatte und ist überzeugt, dass Cozzolino Stellen im Schwierigkeitsgrad VII geklettert sei.

### Beginn der Kletterkarriere

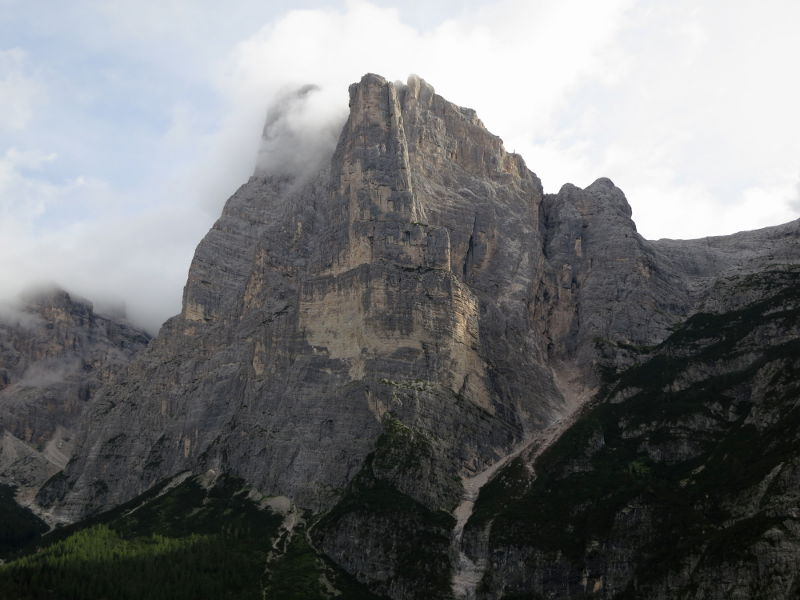
Torre Trieste im Vordergrund mit der Cima della Busazza im Hintergrund (Gipfel in Wolken)

1967, in seinem ersten Kletterjahr in den Dolomiten wiederholte er mit 18 Jahren die großen klassischen Routen in der Civetta-Gruppe: Tissi am Torre Venezia, Carlesso am Torre Trieste oder die Philipp-Flamm in der Monte Civetta Nordwestwand. Im Winter wiederholte er noch die Visedott-Rittler-Rudatis an der Cima della Busazza Westwand.
Ein Jahr später wiederholte er die damals schwierigsten Dolomitenrouten wie die Via Paolo VI  am „Pilastro“ der Tofana di Rozes, die Nordkante und die Nordwand des Monte Agnèr, die Soldà in der Marmolata Südwand. Im folgenden Winter beging er noch die Via Julia an der Tofana di Rozes und den Südpfeiler des Fanesturms.
1969, knapp 20 Jahre alt, war Cozzolino bereits einer der besten Kletterer Italiens. Er kletterte in diesem Jahr die Lacendelli an der Cima Scotoni, die damals als die schwerste Kletterroute der Ostalpen galt, und erreichte im Alleingang nach nur 5:30 h den Gipfel des Monte Agnèr über dessen 1600 m hohen Nordkante. Im Winter dieses Jahres gelang ihm noch im Alleingang die Pisoni-Route am Delago-Turm.

### Erfolgreichsten Jahre
1970 machte Cozzolino mehrere Erstbegehungen. Zu nennen sind der Westpfeiler des Spiz d’Agnèr Nord, die Südwand der Punta Chiggiato in der Pale del Focobon und die Nordwand des Spiz d’Agnèr Sud sowie eine Route in der Ostwand der Pala di San Martino. Eines seiner kühnsten Unternehmungen war die Erstbegehung der Nordverschneidung des Piccolo Mangart di Coritenza in den Julischen Alpen. Die Route durch die riesige, 800 m hohe Verschneidung ist heute unter dem Namen Diedro Cozzolino bekannt und gilt als eine der schwierigsten Freikletterrouten der Alpen Cozzolino durchstieg die Verschneidung in 12 Stunden und benutzte nur ein paar Haken zur Sicherung; mobile Sicherungsgeräte gab es noch nicht.
Auch 1971 eröffnete Cozzolino mehrere neue Routen in den Dolomiten. Für die Nordwand des Piz Popena benötigte er sieben Stunden und sieben Haken. Die 960 m hohe Westwand der in der Sorapiss liegenden Terza Sorella durchstieg Cozzolino mit seinem Seilpartner Bernardini in acht Stunden und schlug dabei nur fünf Haken. An dieser Wand war schon Georges Livanos gescheitert. Die Route wurde von Cozzolino mit dem UIAA Schwierigkeitsgrad V+ bewertet. Die zweiten Wiederholer der Route bewerteten sie 2012 mit VI+, Stellen möglicherweise VII. Für die tausend Meter der überhängenden Cima della Busazza Westwand, die Armando Aste vergeblich versucht hatte, benötigte er im Winter nur zehn Stunden und acht Haken.

Südwestwand der Cima Scotoni in Bildmitte

Im Januar 1972 gelang ihm ein weiterer großer Wurf. Zusammen mit Flavio Ghio eröffnet er in der fast 600 m hohen Cima Scotoni Südwestwand mit nur wenigen geschlagenen Sicherungshaken die  Route Via dei Fachiri. Die Route wird heute mit VI+ angegeben  und von Darshano L. Rieser als „rasante Felskletterei in äußerst großzügiger Manier mit luftigem Charakter. Ein Meisterstück von Enzo Cozzolino“ charakterisiert. Im Februar 1972 wurde Cozzolino zum Militär eingezogen und in Syrakus stationiert. Es gelang ihm, Ende des Frühjahrs zurück in die Alpen versetzt zu werden, und zwar nach Moena in die Scuola Alpini di PS (eine Polizeischule). Zu Beginn des Sommers kletterte er in weniger als zwei Wochen acht Routen in damals höchsten Schwierigkeitsgraden, fünf davon solo und drei zusammen mit Mario Zandonella seinem neuen Seilpartner aus derselben Schule.

### Tödlicher Unfall
Nach der Solobegehung der Soldà am Torre di Babele verbrachten Cozzolino und Zandonella die Nacht zum 18. Juni 1972 im Rifugio Vazzoler. Wegen schlechten Wetters beschlossen sie, morgens abzusteigen. Als auf dem Abstieg jedoch die Sonne durch die Wolken brach, kehrten sie zum Torre di Babele zurück, um solo die Route Friedrichsen-Giordani zu klettern. Als sie fast am Gipfel waren, hörte Zandonella über sich ein sonderbares Geräusch. Er hob den Blick und sah Cozzolino ohne Schrei an sich vorbei fallen. Man wird nie erfahren ob ihn ein Stein getroffen hat oder ob ihm ein Griff ausgebrochen war.

## Trivia
- Die Biwakschachtel am Fuße der Monte Agnèr Nordkante wurde nach Enzo Cozzolino benannt (Bivacco Enzo Cozzolino).[10]
- Ein Aussichtspunkt an der Napoleonica, einer Panoramastraße am Stadtrand von Triest, ist nach Enzo Cozzolino benannt.[11]